# Autoregressiv
Ett filter benämns autoregressivt (latin för självåtergående) om dess utdata beror av en kombination av dess äldre återkopplade utdata och dess nuvarande indata. Ett autoregressivt linjärt tidsdiskret filter definieras genom en linjärkombination som kan skrivas:
{\displaystyle y(n)=b_{0}x(n)-\sum _{k=1}^{K}a_{k}y(n-k)}
där {\displaystyle \{b_{0},a_{k}\}} är parametrar som beskriver filtret.
Autoregressiva filter har i allmänhet ett oändligt långt impulssvar, och kan lätt göras instabila. 
Inom stokastiska processer används termen autoregressiv för linjära prediktorer med samma egenskaper, vilken kan användas för att prediktera en autoregressiv stokastisk process (AR-process). En AR-process är en stokastisk process som beror av en linjär kombination av sin egen historia och en stokastisk inprocess. 
En AR-process står i motsatsställning till en MA-process (moving average), som saknar återkoppling men har tidsbegränsat impulssvar. En kombination av MA-process och AR-process kallas ARMA-process, och beror både av sin egen återkopplade historia och av nuvarande och historiska stokastiska indata. Även ARMA-processer har i allmänhet oändligt långt impulssvar.

## Exempel
Exempelvis kan ekon som upprepat reflekteras mellan flera bergstoppar beskrivas som en AR-process. Ett system som ger ett begränsat antal ekon, exempelvis om ljudkällan är ett flertal olika högtalare med stor tidsfördröjning, men där all reflektion absorberas, är en MA-process. Ett digitalt eko vars impulsrespons helt tystnar efter en viss tid utgör också en MA-process. En kombination av flera högtalare och reflektioner ger upphov till en ARMA-process. Exempel på en instabil AR- eller ARMA-process är en växande rundgång i ett ljudsystem, medan ett eko som successivt tonar ut är en stabil process.
Ett IIR-filter kan utgöra en implementering av en AR-modell såväl som en ARMA-modell. IIR-filter står i motsats till FIR-filter, som saknar återkoppling och har tidsbegränsat impulssvar, exempelvis ett glidande medelvärde (moving average, MA). 
Även inom maskininlärning och artificiella neurala nätverk har autoregressiva algoritmer motsvarande egenskaper. Exempelvis kan en språkmodell, som kan föreslå en fortsättning på en ordsekvens, implementeras som en transformator, vilket är ett autoregressivt artificiellt neuralt nätverk. Ett sådant skiljer sig från ett faltande neuralt nätverk (convolutional neural network, CNN), där varje utdatavärde beror på ett fönster av ett begränsat antal indatavärden, exempelvis ett glidande fönster av ett begränsat antal pixlar i en bild.